# Ali Fallahian
Ali Fallahian (Najafabad vicino Isfahan, 1945) è un politico e religioso iraniano.
È noto soprattutto per essere stato il ministro dei servizi di sicurezza durante la presidenza di Akbar Hashemi Rafsanjani. 

## Credo religioso e carriera politica
Ali Fallahian appartiene alla scuola sciita di Haqqani considerata la più radicale della città santa di Qom e guidata dall'ayatollah Mohammad Taghi Mesbah Yazdi, il mentore spirituale dell'attuale presidente iraniano Mahmoud Ahmadinejad. Prima di divenire ministero dei servizi di sicurezza, Fallahian è stato nominato capo procuratore della Corte speciale per gli ecclesiastici, ove si è reso protagonista della condanna a morte di Mehdi Hashemi, clerico sciita contrario all'accordo tra Iran e Stati Uniti durante la guerra Iran-Iraq. 

## Accuse di terrorismo internazionale
In merito al periodo di Ali Fallahian come ministro dei servizi di sicurezza iraniani ci sono numerose accuse di complicità in atti di terrorismo internazionale che lo vedono implicato e numerosi mandati di cattura che pendono su di lui. Il 17 settembre del 1992, a Berlino, nel ristorante Mykonos, tre membri dell'opposizione curda iraniana furono massacrati da una scarica di mitra. Per l'omicidio dei tre vennero arrestati diverse persone, tra cui Kazem Darabi, agente iraniano, e alcuni miliziani di Hezbollah. Per l'omicidio del ristorante Mykonos, nel 1996, la Germania incolpò direttamente l'Iran ed emise cinque mandati di cattura, tra cui uno anche per Ali Fallahian. Intervistato da Newsweek nel 2000, Fallahian dichiarò di essere estraneo ai fatti e descrisse quell'omicidio come uno scontro tra gruppi di opposizione all'Iran. 
Un altro mandato di cattura, stavolta internazionale, nei confronti di Ali Fallahian è stato emesso dall'Interpol per gli attentati compiuti nel 1992 e nel 1994 contro l'Ambasciata di Israele in Argentina e contro il centro culturale ebraico AMIA. Negli attentati perirono altre 100 persone. Per gli attacchi l'Interpol emise anche mandati di cattura verso Ahmadi Vahidi, attuale Ministro della Difesa iraniano e Moshen Rezai, candidato alle elezioni Presidenziali iraniane nel 2009. L'Argentina, per parte sua, emise mandati di cattura anche contro Akbar Hashemi Rafsanjani e Ali Akbar Velayati, attuale consigliere diplomatico della Guida Suprema Ali Khamenei. 
Infine, Ali Fallahian è anche sotto inchiesta in Svizzera per l'omicidio di Kazem Rajavi, ucciso vicino a Ginevra il 24 aprile del 1990. Kazem Rajavi era il fratello di Massoud Rajavi, capo del gruppo di opposizione iraniano Mujaheddin-e Khalq (noto anche come MEK o Mojahedin del Popolo Iraniano). Per l'omicidio furono materialmente arrestati dalle forze di sicurezza francesi due agenti del MOIS (come è anche noto il Ministero dell'Intelligence iraniano), poi rimpatriati in Iran. Ali Fallahian venne consideranto il mandante dell'omicidio. 
Ali Fallahian, inoltre, è anche accusato di essere il mandante dell'attentato presso Khobar in Arabia Saudita, avvenuto il 25 giugno del 1996. L'attentato prese di mira le Torri dove viveva il personale militare americano con le loro famiglie. Nell'attentato morirono 20 persone. Per l'attentato le autorità americane e saudite incolparono l'Iran e nel 2001 le aurorità statunitensi emisero quattordici mandati di cattura, diversi riguardanti esponenti legati all'intelligence iraniana o ad Hezbollah. Fallahian, allora a Capo del Ministero dell'Intelligence iraniano, fu direttamente accusato di essere uno dei mandanti dell'attentato.

## La "catena di omicidi" e il caso Saeed Emami
Tra il 1988 e il 1998 in Iran venne attuata la cosiddetta "catena di omicidi" (nota in inglese come "the Chain murder of Iran"), in cui più di ottanta intellettuali iraniani vennero uccisi da membri dei servizi di sicurezza iraniani. Per questa catena di omicidi oltre 30 persone vennero successivamente arrestate in Iran. Tra loro venne arrestato Saeed Emami, vice Ministero dell'Intelligence durante il periodo di Ali Fallahian. Emami fu accusato di diversi omicidi e morì nel 1999, ufficialmente per suicidio, in carcere. L'opposizione iraniana, al contrario, ritiene che Emami fu ucciso per non rivelare il coinvolgimento di alti ufficiali dell'establishment iraniano negli omicidi compiuti tra il 1988 e il 1999. Nell'intervista al Newsweek del 2000 Ali Fallahian nega ogni coinvolgimento negli omicidi e descrive Emami come il responsabile dei fatti, forse finanziato da altri Stati.